# نوكيا 5530
نوكيا 5530 (بالإنجليزية: Nokia 5530 XpressMusic)‏ هو هاتف محمول من نوكيا يعمل بنظام سيمبيان.

## الخصائص
- نظام التشغيل: سيمبيان
- الشاشة: 640 × 360
- الوزن: 107 غرام
- المعالج: 434 ميجا هرتز